# Макс Ільґен
Макс Ільґен (нім. Max Ilgen, 13 квітня 1894, Кенігсберг — 15 листопада 1943, поблизу Рівного, Райхскомісаріат Україна) — німецький воєначальник, генерал-майор (1943 рік).

## Біографія
Вступивши 5 лютого 1913 року фанен-юнкером в армію, дослужився 19 червня 1914 року в 20-му піхотному полку до чину лейтенанта. Після закінчення війни перейшов в 1920 році в поліцію, і в 1935 році повернувся вже майором у Вермахт.
З 1 жовтня 1936 року — підполковник, потім з 10 жовтня 1938 року служив у штабі 4-го піхотного полку 32-ї піхотної дивізії, з 1 червня 1939 року
— полковник.
З 1 вересня 1939 командував 4-м піхотним полком, а з 10 жовтня 1939 по 24 січня 1942 року — 96-м піхотним полком (в. о.). Далі по 1 березня 1942 року — в. о. командира 32-ї піхотної дивізії.
14 лютого 1942 нагороджений орденом Німецького хреста (в золоті).
З 1 березня 1942 року знову командує 96-м піхотним полком і, нарешті, з 24 грудня 1942 року — в резерві фюрера.
1 серпня 1943 роки (бувши з 1 березня 1943 року в чині генерал-майора), призначений командиром 740-го з'єднання так званих «Східних батальйонів» (нім. Osttruppe zur besonderen Verwendung 740.
15 листопада 1943 року викрадений у Рівному радянськими партизанами під керівництвом М. І. Кузнецова разом з особистим водієм райхскомісара України Коха — гауптманом Паулем Ґранау. Через неможливість вивезення полонених, у той же день після допиту вони були розстріляні і поховані в одному з лісових хуторів поблизу Рівного. Пост командира 740-го з'єднання аж до 1944 року обіймав далі генерал-майор граф Крістоф цу Штольберг-Штольберг.
Особисті речі Ільґена зберігаються у Національному музеї історії України у Другій світовій війні.